# Понятичі (зупинний пункт)
Понятичі (біл. Паняцічы) — зупинний пункт Берестейського відділення Білоруської залізниці в Пінському районі Берестейської області. Розташований у селі Понятичі.